# Collin Sexton
Collin Sexton (* 4. Januar 1999 in Marietta, Georgia) ist ein US-amerikanischer Basketballspieler, der für die Charlotte Hornets in der NBA spielt.

## Laufbahn
Der aus Atlanta stammende Aufbauspieler wechselte von der Pebblebrook High School zur Saison 2017/18 an die University of Alabama. Er erzielte 19,2 Punkte, 3,8 Rebounds sowie 3,6 Korbvorlagen im Laufe der Spielzeit, in der Endrunde der ersten Division der NCAA schied er mit Alabama gegen den späteren Titelgewinner Villanova aus.
Anfang April 2018 ließ Sexton verlauten, am Draft-Verfahren der NBA teilnehmen zu werden, somit also nach einem Jahr an der Universität ins Profifach zu wechseln. Die Cleveland Cavaliers sicherten sich beim Draftverfahren im Juni 2018 die Rechte an Sexton, der während des Verfahrens als insgesamt achter Spieler ausgewählt wurde. Sexton überzeugte in seinem ersten Jahr nach dem Wechsel in die NBA mit Statistiken von 16,7 Punkten, 3,0 Korbvorlagen sowie 2,9 Rebounds je Begegnung.
Im November 2021 musste er sich wegen eines Meniskusrisses im linken Knie einer Operation unterziehen. Zu dem Zeitpunkt war Sexton mit einem Durchschnitt von 16 Punkten je Begegnung zweitbester Korbschütze seiner Mannschaft. Er fehlte den Cavaliers für den Rest der Saison.
Anfang September 2022 kam Sexton im Rahmen eines Spielertauschs zu den Utah Jazz. Für Utah spielte er bis 2025, im Sommer desselben Jahres wurde er an die Charlotte Hornets abgegeben.

### Nationalmannschaft
2016 wurde Sexton mit der Nationalmannschaft der Vereinigten Staaten U17-Weltmeister und wurde als bester Spieler des WM-Turniers ausgezeichnet, nachdem er Mittelwerte von 17 Punkten, 4,2 Korbvorlagen sowie vier Rebounds verbucht hatte.

## NBA-Statistiken

### Hauptrunde
| Saison  | Team      | GP  | GS  | MPG  | FG % | 3P % | FT % | RPG | APG | SPG | BPG | PPG  |
| ------- | --------- | --- | --- | ---- | ---- | ---- | ---- | --- | --- | --- | --- | ---- |
| 2018–19 | Cleveland | 82  | 72  | 31.8 | .430 | .402 | .839 | 2.9 | 3.0 | 0.5 | 0.1 | 16.7 |
| 2019–20 | Cleveland | 65  | 65  | 33.0 | .472 | .380 | .846 | 3.1 | 3.0 | 1.0 | 0.1 | 20.8 |
| 2020–21 | Cleveland | 60  | 60  | 35.3 | .475 | .371 | .815 | 3.1 | 4.4 | 1.0 | 0.2 | 24.3 |
| 2021–22 | Cleveland | 11  | 11  | 28.7 | .450 | .244 | .744 | 3.3 | 2.1 | 0.9 | 0.0 | 16.0 |
| 2022–23 | Utah      | 48  | 15  | 23.9 | .506 | .393 | .819 | 2.2 | 2.9 | 0.6 | 0.1 | 14.3 |
| 2023–24 | Utah      | 78  | 51  | 26.6 | .487 | .394 | .859 | 2.6 | 4.9 | 0.8 | 0.2 | 18.7 |
| Gesamt  | Gesamt    | 344 | 274 | 30.2 | .469 | .383 | .834 | 2.8 | 3.6 | 0.8 | 0.1 | 18.9 |